# Shchebenozavodskoi
Shchebenozavodskoi (del ruso: Щебенозаводской), es un posiólok del raión de Kurgáninsk del krai de Krasnodar, en Rusia. Está situado en las llanuras de Kubán-Priazov, donde se encuentran con las estribaciones septentrionales del Cáucaso, al sur, en la cabecera del Siniuja, pequeño afluente del río Chamlyk, tributario del Labá, de la cuenca del Kubán, 21 km al este de Kurgáninsk y 147 km al este de Krasnodar. Tenía 489 habitantes en 2010
Pertenece al municipio Bezvodnoye.